# La volpe e l'aquila
L'aquila e la volpe è una favola dello scrittore greco Esopo, poi ripresa dal latino Fedro.

## Trama
L’aquila e la volpe strinsero un giorno un patto di amicizia e andarono a vivere l’una accanto all’altra: l’aquila su un albero altissimo, la volpe in un cespuglio, dove diede alla luce i suoi cuccioli. Un giorno che la volpe era uscita in cerca di cibo, l'aquila, cercando di che sfamare i suoi figli, rapì i cuccioli della volpe. Portatili sul ramo, dove aveva il nido con i suoi piccini, li divorò insieme a loro. Quando la volpe ritornò e comprese l’accaduto, si disperò per non potersi vendicare, essendo un animale terrestre. Passò allora il tempo a scagliare maledizioni contro la sua nemica. Dopo poco tempo l'aquila rubò una vittima offerta in sacrificio agli dei, strappandola all'altare ancora fumante; uno dei visceri incandescenti fece prendere fuoco al nido dell'aquila, così che i suoi pulcini caddero dal nido mezzi bruciacchiati. La volpe poté così mangiare i pulcini sotto gli occhi dell'aquila. La favola dimostra che quanti tradiscono l’amicizia, anche se sfuggono alla vendetta delle vittime più deboli, non possono sottrarsi alla punizione divina. 